# Спілка болгарських письменників
Спі́лка болга́рських письме́нників болг. Съюзът на българските писатели (СБП) — це організація, створена 1913 року.
Перед переворотом 9 вересня 1944 року СБП об'єднував дуже різних літераторів — і поглядами, і талантом. Добре описав тогочасні звичаї в цій організації один із її голів — Кирил Христов.
За часів соціалізму членство в СБП давало низку привілеїв. Бувало, що при розгляді заяв про вступ до спілки письменників партійні інтереси ставилися вище, ніж якості літературних творів. Після 10 листопада 1989 року значно звузилися можливості СБП. Спершу Спілка втратила свій друкований орган «ЛитФронт». Згодом — внаслідок недодержання умов заповіту власника — загубила право користуватися будинком № 5 на вулиці Ангела Кинчева у Софії.
У 1990-х роках заснували й альтернативну організацію — Об'єднання болгарських письменників (Сдружение на българските писатели) з дисидентським ухилом.
24 липня 2007 року голова СБП Николай Петев і міністр внутрішніх справ Румен Петков підписали Договір про довготермінове співробітництво, який викликав коментарі (зокрема й іронічні) в Інтернеті.

## Голови СБП
Першим головою СБП став Іван Андрейчин. Наступними були:
- Кирил Христов (?-?)
- Єкатерина Каравелова (1935–1937)
- Добрі Зарафов під псевдонімом Добрі Немиров (1937–1940)
- Димитр Стоянов під псевдонімом Єлин Пелин (1940–1941)
- Стиліян Чилингіров (1941–1944)
- Трифон Кунев (1944–1945)
- Константин Константинов (1945–1946)
- Людмил Стоянов (1946-?)
- Михаїл Арнаудов під псевдонімом Михаїл Ликатник (?-?)
- Христо Радевський (1950-?)
- Георгій Караславов (1958–1962)
- Петар Калчев під псевдонімом Камен Калчев (1962–1964)
- Димитр Димов (1964–1966)
- Георгій Джагаров (1966–1972)
- Пантелей Пантев під псевдонімом Пантелей Зарев (1972–1979)
- Любомир Левчев (1979–1988)
- Павел Матев (1989–1990)
- Кольо Георгієв (1990–1993)
- Ніколай Хайтов (1993–1999)
- Нікола Радев (1999–2003)
- Ніколай Петев (2003–2013)
- Боян Ангелов (2014–)